# サイモン・ルーカス
サイモン・ルーカス（Simon Lucas、 fl.1766年頃 – 1799年）は、イギリスの外交官・探検家である。

## 生涯
ワイン商の息子としてロンドン・グレイフライアーズで生まれた。セント・ポール校に入学した後、職業訓練のためにカディスに送られたが、その途中でサレ・ローバーに捕らえられてモロッコで3年間奴隷として働かせられた。
解放後、ルーカスはジブラルタルに向かった。ジブラルタル総督エドワード・コーンウォリスによりモロッコへ副領事として派遣され、16年間滞在した。
1785年、ルーカスはイギリスに帰国し、裁判所のアラビア語通訳となった。1788年に設立されたアフリカ協会は、アラビア語が堪能でモロッコの高官に知り合いのいるルーカスに対し、西アフリカ内陸部の探検を要請した。ルーカスは、1788年8月に北アフリカのトリポリ（現 リビア領）へ向けてイギリスを出発した。ルーカスは、トリポリから砂漠を越えてフェザーンへ向かい、そこで内陸部の情報を収集し、ガンビアまたはギニア湾経由でアフリカを出て帰国する予定だった。
ルーカスは1788年10月にトリポリに到着した。予定していたルート上での部族紛争により出発が遅れたが、2人のシャリフから身の安全を保障された。1789年2月、ルーカスは18人の護衛を連れて騾馬でトリポリを出発した。一行は古代ローマの遺跡レプティス・マグナに到達し、そこから1週間以内に「メンラタ」（おそらくミスラタのこと）に到着した。
都合により探検は計画から規模を縮小せざるを得なくなった。ルーカスは、フェザーン王の奴隷貿易の仲介として旅をしていたシャリフから、アフリカの地図と引き換えにフェザーン、ボルヌ帝国、ニグリティアに関する情報を得た。ルーカスはメモーンを経由して1789年4月6日にトリポリに戻り、同年7月26日にイギリスに帰国した。ルーカスが持ち帰った情報は、アフリカ協会の議事録に記載された。アフリカ協会は翌年、ダニエル・ホートンにアフリカ探検を依頼した。
ルーカスは1793年にトリポリの領事に就任した。